# Adrien Vézinhet
Adrien Vézinhet,  (né Adrien François Joseph Vézinhet le 27 avril 1912 à Sainte-Radegonde- mort le 29 mars 1984 à Montpellier) est un enseignant, fondateur de la société folklorique La Pastorèla, auteur de pièces de théâtre.

## Biographie
Adrien Vézinhet a étudié à Rodez puis est devenu professeur de lettres au lycée Foch de Rodez de 1937 à 1946. Il a été ensuite censeur au lycée Pierre-Loti de Rochefort-sur-Mer (1947), puis au lycée de Rodez (1950) et ensuite au lycée Joffre de Montpellier (1957). En 1968, il a été nommé proviseur de la Cité scolaire d'Alès avant de devenir proviseur du lycée Henri-IV de Béziers où il a achevé sa carrière dans l'enseignement (1970-1974). Un hommage lui a été rendu en 1993 à Sainte-Radegonde où une plaque a été posée à sa mémoire.
Adrien Vézinet est le père d'André Vézinhet.

## Engagement occitaniste
Dès ses débuts d'enseignant au lycée Foch, avant et pendant la guerre, il a milité pour l'occitan dans l'enseignement. À la Libération, il fait partie des fondateurs de l'hebdomadaire Le Rouergat. Au début des années cinquante, il participe à la fondation de la société folklorique La Pastorèla en mettant en scène les danses et en écrivant des pièces de théâtre en collaboration avec Enric Mouly et Jean-Marie Lacombe. Installé à Montpellier, c'est un des animateurs de La Montanharda, l'association des Aveyronnais de la ville.

## Œuvres
- Teatre de la Pastorèla

En 1979, il publie le Teatre de la Pastorèla, recueil de pièces et de contes en occitan. Six de ces pièces sont écrites pour le théâtre La Pastorèla qui les a intégrées à son répertoire.
Le livre est présenté ainsi sur le site de l'éditeur IDECO : 
«  [...] C'est à Sainte-Radegonde que mon Père, revenant de son premier jour à l'école communale, devait déclarer à sa mère : «Ai pas res comprés de çò que disiá lo mèstre d'escòla. Parla pas la meteissa lenga que nosautres» («Je n'ai rien compris de çe que disait le maître d'écòle. Il ne parle pas la même langue que nous autres»). Ainsi allait la vie au début de ce XXe siècle. Le seul outil vernaculaire entre les habitants du village était la langue occitane plus communément qualifiée de patois. [...] » Andrieu Vezinhet.
Ces pièces nous fournissent un témoignage sur une société et ses interrogations. Les questions du déracinement et des relations familiales sont toujours actuelles. Ce recueil contient les six pièces suivantes : 
- L'Escampat,
- La Tatà de Borniquet,
- Maridam la Tatà,
- La Bastarda ,
- Lo Pastre del Masvièlh ,
- Las Catas de La Bruguièra.